# Венди

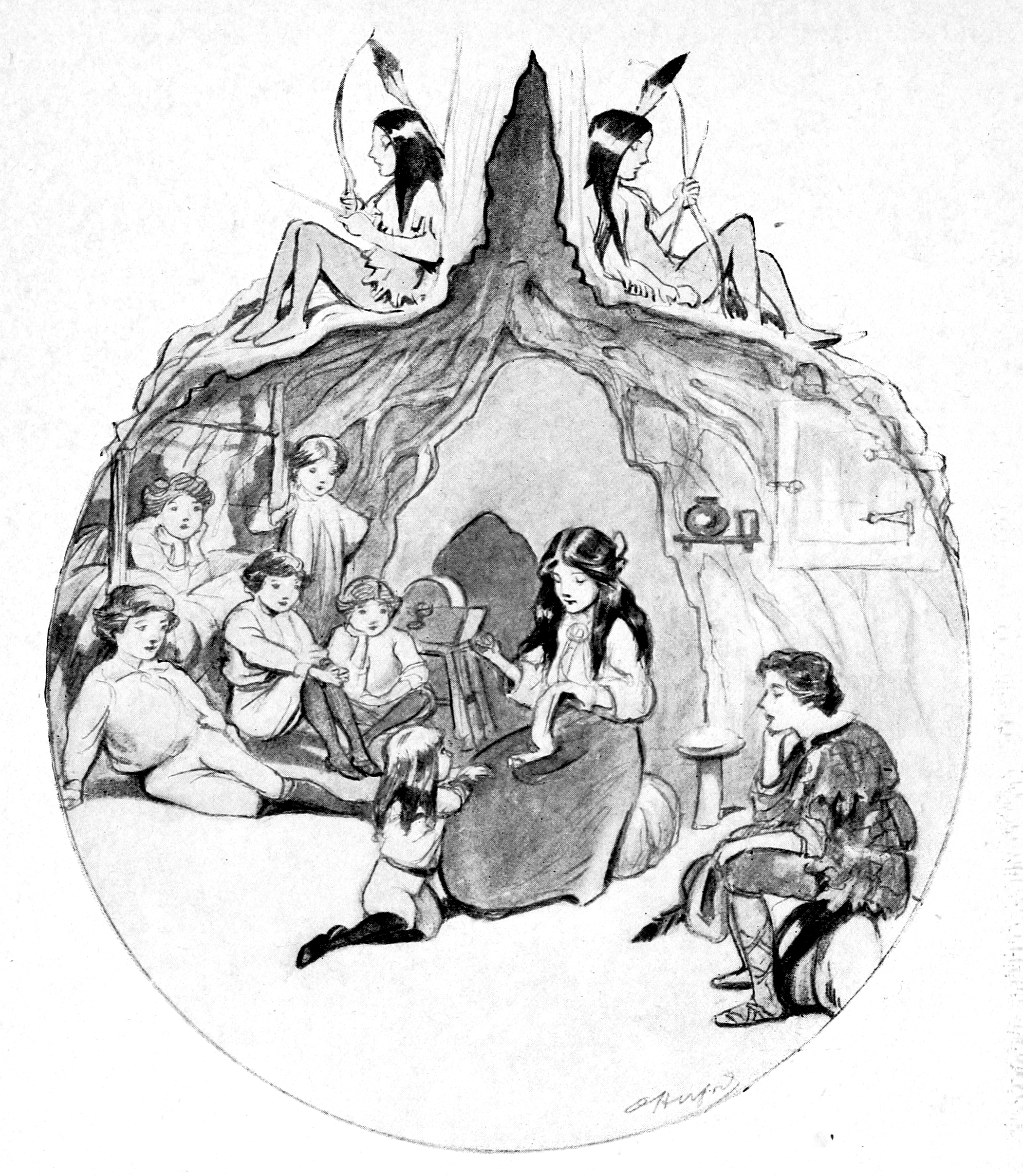
Рисунок Венди Дарлинг авторства Оливера Херфорда

Ве́нди, также Вэ́нди, Уэ́нди (англ. Wendy) — имя, которое в англоязычных странах дают чаще всего девочкам.
В США имя Венди известно с начала XIX века, и в переписи 1880 года упомянуто около двадцати раз. В Великобритании так называли мальчиков. Кроме того, оно употреблялось как уменьшительная форма имени Гвендолин и как отчество по крайней мере с XVII века.
Создание имени часто приписывается Джеймсу Барри, автору книги «Питер и Венди», который популяризовал его через героиню Венди Дарлинг. Имя героини происходило от прозвища, которым наградила Джеймса Маргарет Хенли, дочь его друга Уильяма Хенли. Она не выговаривала звук «р» и звала Джеймса my fwiendy-wendy, «мой длузок» вместо «дружок», англ. friendy.
Помимо этого, Венди иногда считается вариантом имени Ванда.
Имя нескольких китайских императоров звучало как Вэнь-ди, кит. 文帝. Китаянки, чьё имя звучит похоже, часто англизируют его как Wendi или Wendy (к примеру, так поступила жена Руперта Мёрдока Венди Дэн).